# Station Ashley
Ashley is een station van National Rail in Ashley (Cheshire), Cheshire East in Engeland. Het station is eigendom van Network Rail en wordt beheerd door Northern Rail. Het station is geopend in 1862 en is een request stop, waar treinen alleen stoppen op verzoek.